# وایت لاین
وایت لاین (به انگلیسی: White Lion) یک گروه گلم متال دانمارکی-آمریکایی بود که در سال ۱۹۸۳ توسط خواننده/گیتاریست دانمارکی مایک ترمپ و گیتاریست ایتالیایی-آمریکایی ویتو براتا در شهر نیویورک تشکیل شد. آنها که عمدتاً در دههٔ ۱۹۸۰ و اوایل دههٔ ۱۹۹۰ فعال بودند، اولین آلبوم خود را با نام مبارزه برای زنده ماندن در سال ۱۹۸۵ منتشر کردند. این گروه با آهنگ شمارهٔ ۸ خود «صبر کن» و آهنگ شمارهٔ ۳ «وقتی بچه‌ها گریه می‌کنند» از آلبوم دوم خود، دوبل پلاتین فروش غرور، به موفقیت دست یافتند. گروه موفقیت خود را با سومین آلبوم خود، بازی بزرگ که به مقام طلا دست یافت و چهارمین آلبوم جاذبۀ یال که شامل یک تور حمایتی بود، ادامه داد. وایت لاین در سال ۱۹۹۲ منحل شد و اندکی بعد، اولین آلبوم گردآوری‌شده آنها به نام بهترین‌های وایت لاین منتشر شد.
مایک ترمپ در سال ۱۹۹۹ و دوباره در سال ۲۰۰۴، وایت لاین را با تمام نوازندگان جدید پس از یک تلاش ناموفق برای اصلاح خط اصلی گروه، اصلاح کرد. وایت لاین جدید یک آلبوم زنده در سال ۲۰۰۵ با عنوان Rocking the USA و یک آلبوم استودیویی کاملاً جدید، بازگشت غرور را در سال ۲۰۰۸ منتشر کرد.
در سال ۲۰۲۳، ترمپ نسخه‌های ضبط شدهٔ بزرگ‌ترین آهنگ‌های وایت لاین را در آلبومی با عنوان مناسب، The Songs of White Lion منتشر کرد.

## تاریخچه

### آلبوم مبارزه برای زنده ماندن
پس از نقل مکان از دانمارک به اسپانیا و سپس شهر نیویورک، خواننده مایک ترمپ (که قبلاً از گروه‌های Mabel ,Studs و Danish Lions بود) در اواخر نوامبر ۱۹۸۲ در کلاب راک L'Amour در بروکلین، ویتو براتا، گیتاریست اهل استتن آیلند (سابق گروه Dreamer) را زمانی که ترمپ با گروهش اجرا می‌کرد، ملاقات کرد. در مارس ۱۹۸۳ آنها تصمیم گرفتند گروه جدیدی را تشکیل دهند. در ابتدا آنها برای یافتن یک بخش ریتم ثابت مشکل داشتند و چندین قطعهٔ مختلف را با کسانی از جمله مایکل کلیتون روی درامز (که بعداً در گروه Tyketto نواخت) امتحان کردند. پس از مدتی، آنها درامر نیکی کاپوزی و نوازندهٔ بیس فلیکس رابینسون (سابق گروه Angel) را به خدمت گرفتند و نام گروه را وایت لاین گذاشتند.
وایت لاین در سال ۱۹۸۴ توسط الکترا رکوردز امضاء شد و اولین آلبوم خود را مبارزه برای زنده ماندن ضبط کرد. الکترا از ضبط نهایی ناراضی بود و پس از امتناع از انتشار آلبوم، قرارداد گروه را فسخ کرد.
آلبوم مبارزه برای زنده ماندن سرانجام توسط Victor Company of Japan, Ltd (JVC Records) در ژاپن در سال ۱۹۸۵ منتشر شد. گرند اسلم رکوردز مستقر در فیلادلفیا این آلبوم را از الکترا خرید و سال بعد آن را در آمریکا با مجوز الکنرا/اسایلم رکوردز منتشر کرد. مبارزه برای زنده ماندن در جدول بیلبورد ۲۰۰ رتبهٔ ۱۵۱ را به خود اختصاص داد و اولین تک آهنگ و موزیک ویدیوی گروه، «قلب شکسته» را به نمایش گذاشت. چند ماه پس از انتشار آلبوم، Grand Slamm Records ورشکست شد.
فلیکس رابینسون پس از اینکه در سال ۱۹۸۴ توسط الکترا کنار گذاشته شد، گروه را ترک کرد. در نهایت دیو اسپیتز (برادر گیتاریست گروه انترکس، دن اسپیتز) جایگزین او شد. با ترکیب ترمپ، براتا، کاپوزی، اسپیتز، گروه یک دور دمو را برای آلبوم دوم خود ضبط کرد و در حالی که برای خرید یک قرارداد جدید در نیویورک ضبط می‌کرد، به اجرای برنامه‌های خود در نیویورک ادامه داد. این تجسم وایت لاین برای بازی در یک گروه داستانی در فیلم تام هنکس/شلی لانگ، گودال پول استخدام شد که یک سال بعد اکران شد. موسیقی متن شامل آهنگ «Web of Desire» معروف به «وایت لاین و رابی» (به تصویر کشیده شده توسط لوئیز رابی) است که در آن سال نمایش داده شد. موسیقی متن فیلم هرگز به‌طور رسمی منتشر نشد، اگرچه این آهنگ در هر دو صحنهٔ گروه در فیلم پخش می‌شود. نیکی کاپوزی متعاقباً به دلیل مشکلات سلامتی اخراج شد و در سپتامبر ۱۹۸۵ با درامر سابق گروه انترکس، گرگ دی آنجلو جایگزین شد.
دیو اسپیتز در ابتدای سال ۱۹۸۶ گروه را برای پیوستن به بلک سبث ترک کرد و برای مدت کوتاهی برونو راول جایگزین او شد، که او نیز گروه را ترک کرد زیرا او اجازه نداشت ایده‌های خود را ارائه دهد. در مارس ۱۹۸۶، از جیمز لومنزو خواسته شد که به آنها بپیوندد و سرانجام گروه کامل شد.

### آلبوم غرور
در اوایل سال ۱۹۸۷، گروه با آتلانتیک رکوردز قرارداد امضاء کرد. ضبط ال پی جدید شش هفته به طول انجامید و در ۲۱ ژوئن ۱۹۸۷ آلبوم غرور آنها منتشر شد. اولین تک آهنگ «صبر کن» در ۱ ژوئن ۱۹۸۷ منتشر شد، اما نزدیک به هفت ماه به نمودارها نرسید.
تور غرور در ژوئیه ۱۹۸۷ با افتتاح وایت لاین برای گروه Frehley's Comet آغاز شد. یک سال و نیم بعد برای آنها، پر از تورهای دائمی بود که برای گروه‌هایی مانند ایروسمیث، Stryper و کیس افتتاح شدند. در ژانویه ۱۹۸۸، وایت لاین در تور آمریکایی آلبوم خود، ویدیوی خود را منفجر کنید، جایگاه افتتاحیهٔ گروه ای‌سی/دی‌سی را دریافت کرد.
در حالی که گروه با ای‌سی/دی‌سی تور برگزار می‌کرد، آلبوم غرور و تک‌آهنگ «صبر کن» در نهایت به چارت رسیدند، دلیل آن این بود که ام‌تی‌وی تقریباً هفت ماه پس از انتشار، موزیک ویدیوی تک‌آهنگ «صبر کن» را در چرخش منظم پخش کرد. «صبر کن» رتبهٔ ۸ را در جدول تک نفره زد، در حالی که غرور رتبهٔ ۱۱ را در نمودار آلبوم‌ها کسب کرد. غرور برای یک سال کامل در بالای جدول ۲۰۰ آلبوم برتر بیلبورد باقی ماند و تنها در ایالات متحده دو میلیون نسخه فروخت و به جایگاه دو برابر پلاتینیوم دست یافت.
در اوت ۱۹۸۸، دومین تک‌آهنگ آلبوم، «به من بگو» به شمارهٔ ۵۸ رسید. در حوالی زمانی که این تک آهنگ منتشر شد، وایت لاین در کلاب ریتز در شهر نیویورک می‌نواخت. این برنامه فیلمبرداری شد و بعداً از ام تی وی پخش شد.
سومین تک‌آهنگ آلبوم غرور، تصنیف قدرتمندی با عنوان «وقتی بچه‌ها گریه می‌کنند»، به رتبهٔ ۳ در نمودارهای ایالات متحده با پخش سنگین ام تی وی رسید. موفقیت «وقتی بچه‌ها گریه می‌کنند» در نهایت فروش غرور را از مرز دو میلیون عبور داد. علاوه بر این، ویتو براتا با کسب جوایز بهترین گیتاریست جدید با مجلهٔ Guitar for the Practicing Musician به دلیل استعدادهایش در ساز شناخته شد. «All You Need Is Rock 'n' Roll» آخرین تک آهنگ منتشر شده از آلبوم بود.
در پایان سال ۱۹۸۸، تور غرور سرانجام به پایان رسید و گروه اولین آلبوم ویدیویی خود را با نام‌های Live at the Ritz و One Night in Tokyo منتشر کرد که هر دو شامل کنسرت‌های کامل در سیستم ویدئوی خانگی بودند. سپس گروه بلافاصله کار بر روی آلبوم بعدی خود را آغاز کرد.

### آلبوم‌های بازی بزرگ و جاذبهٔ یال
در اوت ۱۹۸۹، وایت لاین سومین آلبوم خود را با نام بازی بزرگ منتشر کرد که از نظر موسیقی دنباله‌ای از غرور بود که شامل تک آهنگ «جنگجوی کوچک» (که به شمارهٔ ۵۲ بیلبورد هات ۱۰۰ رسید) در یادبود رینبو واریر، یک قایق صلح سبز بود که توسط فرانسوی‌ها منفجر شد. کاوری از آهنگ «رادار عشق» از گروه Golden Earring (که در رتبهٔ ۵۹ قرار گرفت) به عنوان دومین تک‌آهنگ منتشر شد و «برای آزادی گریه کن»، یک آهنگ سیاسی دربارهٔ آپارتاید در آفریقای جنوبی به عنوان سومین تک‌آهنگ منتشر شد. «امشب به خانه می‌روم» به عنوان آخرین تک آهنگ آلبوم منتشر شد. این آلبوم به سرعت طلایی شد و در جدول آلبوم‌ها به رتبهٔ ۱۹ رسید. موفقیت گروه با تورهای مداوم ادامه یافت. آنها یک تور اروپایی انجام دادند، از جمله مجموعه‌ای از نمایش‌های عرصهٔ بریتانیا که از ماتلی کرو با اسکید رو حمایت می‌کردند، و همچنین با آزی آزبورن و سیندرلا هم اجرا کردند.
پس از کنسرت‌های کمتر موفق در انگلستان و بررسی‌های متفاوت دربارهٔ آلبوم جدید، گروه تصمیم گرفت چند ماه بعد از شروع سال استراحت کند تا روی نوشتن یک آلبوم جدید تمرکز کند. درست به موقع برای اواخر پاییز ۱۹۹۰، آنها با یک تهیه‌کنندهٔ جدید وارد استودیوهای کلاسیک A&M شدند. وایت لاین چهارمین آلبوم خود را جاذبۀ یال در مارس ۱۹۹۱ منتشر کرد. این آلبوم شامل تک‌آهنگ‌های «عشق آسان نیست» بود که در جدول Mainstream rock در رتبهٔ ۲۴ قرار گرفت و «Lights and Thunder»، که یک حماسهٔ هشت دقیقه‌ای راک سنگین با ساختاری پیچیده با الهام از آهنگ «Achilles Last Stand» گروه لد زپلین است و نسخه‌ای دوباره ضبط شده از اولین تک آهنگ گروه «قلب شکسته»، که همگی دارای موزیک ویدیو بودند. «بیرون با پسرها» و «تو تمام چیزی که من نیاز دارم» به عنوان تک‌آهنگ‌های تبلیغاتی منتشر شد و از «خداحافظ با تو» یک موزیک ویدئو مونتاژ شد. این آلبوم همچنین حاوی تنها آهنگ ابزاری وایت لاین به نام «دوشنبهٔ آبی» بود که ادای احترامی به استیوی ری وان بود که در زمان نوشتن آلبوم درگذشت. دو تصنیف این آلبوم «تو تمام چیزی که من نیاز دارم» و «تا مرگ ما را جدا کند» در اندونزی و فیلیپین پخش شد.
گرگ دی‌ انجلو و جیمز لومنزو در ژوئن ۱۹۹۱ هنگامی که از تور اروپا بازگشتند، گروه را ترک کردند و دلیل آن را «اختلاف‌های موسیقی» مطرح کردند، اما وایت لاین با نوازندهٔ بیس تامی تی-بون کارادونا و درامر جیمی دی‌گراسو (یک عضو سایدمن گروه‌های مگادث، آلیس کوپر، سویسایدال تندنسیز، Y&T و فیونا) ادامه داد.

### جدایی
پس از تور کوتاهی برای حمایت از جاذبهٔ یال، ترمپ و براتا تصمیم گرفتند گروه را منحل کنند، آخرین نمایش آنها در بوستون در کلوپ شبانهٔ the Channel در سپتامبر ۱۹۹۱ برگزار شد. درست یک سال بعد، در سپتامبر ۱۹۹۲، اولین آلبوم تلفیقی گروه با عنوان بهترین‌های وایت لاین منتشر شد.
ترمپ در مصاحبه‌های بعدی گفته است که گروه به دلیل عدم علاقه به شرکت ضبط، مشکلات مدیریت گروه و مهم‌تر از همه ورود موسیقی گرانج از هم جدا شد. یک آلبوم ویدیویی/دی‌وی‌دی حاوی فیلم‌های کنسرت، مصاحبه‌های پشت صحنه و تمام موزیک ویدیوهای گروه نیز با عنوان فرار از بروکلین منتشر شد.
وقتی از ترمپ پرسیده شد که اگر او و ویتو براتا آلبوم دیگری پس از جاذبهٔ یال منتشر می‌کردند، آلبوم چگونه بود، ترمپ گفت که این آلبوم به رشد و تکامل آنها اشاره می‌کرد و آنها را از صدای دههٔ ۸۰ دورتر می‌کرد. او اظهار نظر کرد:
من یک جورهایی شوکه شده بودم، چون برایم به نظر می‌رسید که ویتو و من با هم بحثی نکردیم و از اینکه او هرگز دعوا نکرد وقتی گفتم «دیگر وایت لاین وجود ندارد» تعجب کردم. این بود که او فقط دراز کشید و تسلیم شد. نمی‌گویم اگر من و او دعوا می‌کردیم وایت لاین ادامه می‌داد. اما من مطمئن هستم که اگر نشسته بودیم و صحبت می‌کردیم و واقعاً به تصویر نگاه می‌کردیم و مشخص می‌کردیم که چه اشتباهی رخ داده است و چقدر تقصیر ما و چقدر تقصیر کرت کوبین بود، احتمالاً امروز یک گروه بالغ و جدی از نظر موسیقی وجود داشت، که وایت لاین نامیده می‌شد.

## بعد از وایت لاین
جیمز لومنزو و گرگ دی‌آنجلو در اواسط دههٔ ۱۹۹۰ به گروه زک وایلد، Lynyrd Skynhead، پیوستند که وقتی برایان تیچی جایگزین گرگ دی‌آنجلو شد، به گروه Pride & Glory تبدیل شد. Pride & Glory یک آلبوم منتشر کرد، سپس جیمز لومنزو گروه را ترک کرد. جیمز به همراه دیوید لی راث، خوانندهٔ سابق ون هیلن، با گروه‌های زک وایلد Black Label Society، مگادث از پیشگامان ترش متال، به ضبط و تور ادامه داد و در سال ۲۰۱۳ به گروه انفرادی جان فوگرتی پیوست.
ویتو براتا مدت کوتاهی در آتلانتیک رکوردز ماند تا به تولید آلبومی برای CPR کمک کند و بعداً سعی کرد یک گروه موسیقی جدید تشکیل دهد که هرگز موفق نشد. ویتو علیرغم پیروی اختصاصی از طرفداران گیتار در سراسر جهان، از سال ۱۹۹۲ تا زمان مصاحبهٔ زنده‌اش با ادی ترانک در ۱۶ فوریه ۲۰۰۷ از دید عموم ناپدید شد. ویتو تنها مالک کاتالوگ موسیقی وایت لاین است و حقوق قانونی و توزیع هر چهار آلبوم اصلی را حفظ می‌کند. زمانی که ترمپ در اواسط دههٔ ۱۹۹۰ سهم خود را فروخت، مجوز این ماده به‌طور کامل به شرکت براتا Vavoom Music, Inc رسید.

### گروه فریک آو نیچر
مایک ترمپ در ادامه گروه موسیقی آلت راک/هوی متال فریک آو نیچر (به انگلیسی: Freak of Nature) را تشکیل داد. این گروه به‌طور قابل توجهی سنگین‌تر و تیره‌تر از وایت لاین بود که شامل دو نوازندهٔ گیتار و آهنگ‌های سرشتی با پایه‌های ریتمیک قوی بود. گروه بین سال‌های ۱۹۹۲ تا ۱۹۹۸ سه آلبوم با نام‌های Freak of Nature و Gathering of Freaks و Outcasts را منتشر کرد. گروه در سال ۱۹۹۳ با هلووین و دیو استیج‌هایی در اروپا به اشتراک گذاشتند. فریک آو نیچر سرانجام در سال ۱۹۹۶ منحل شد. ترمپ اغلب فریک آو نیچر را بهترین گروهی که در آن عضویت داشته نام می‌برد و همچنین گفته است که می‌خواهد از صدای دههٔ ۸۰ دور شود.

### حرفهٔ انفرادی مایک ترمپ
به دنبال فریک آو نیچر، ترمپ یک حرفهٔ انفرادی را آغاز کرد و اولین آلبوم خود را به عنوان یک هنرمند انفرادی در سال ۱۹۹۸ با نام Capricorn منتشر کرد. در این آلبوم، هم گروه‌های سابق فریک آو نیچر، گیتاریست کنی کوراد و نوازندهٔ بیس جری بست حضور داشتند. جیمز لومنزو گیتاریست بیس سابق وایت لاین به اجرای همخوان در این آلبوم پرداخت. آهنگ «Better Off» به عنوان اولین تک آهنگ ترمپ  منتشر شد و اولین موزیک ویدیوی انفرادی او را در خود دارد. این آلبوم همچنین دارای تک آهنگ‌های «Already Gone» و «If I Live Tomorrow» و «Take a Little Time» است.
پنج سال قبل از بازگشت ترمپ به استودیو برای ضبط آلبوم بعدی خود به نام «بازیابی سال‌های هدر رفته» می‌گذشت، در این مدت او به استرالیا نقل مکان کرد تا پسرش را به دور از سختی‌های زندگی شهری بزرگ کند و برای حرکت شغلی بعدی خود برنامه‌ریزی کند. بازیابی سال‌های هدر رفته در سال ۲۰۰۲ منتشر شد و تک‌آهنگ‌های «Living a Lie» و «Endless Highway» که هر دو شامل موزیک ویدیوهای زنده بودند را به نمایش گذاشت.
در سال ۲۰۰۳، ترمپ آلبوم سوم خود را با نام بیشتر از این به زندگی دنبال کرد، که ترمپ بار دیگر آن را خودش تولید کرد، اما با تکیه بر تهیه‌کننده/مهندس فلمینگ راسموسن (متالیکا) جلسات را در استودیو Sweet Silence خود، مهندسی و میکس کرد. آهنگ عنوان آلبوم، «بیشتر از این به زندگی»، و «نمی‌خواهم شب بخیر بگویم» هر دو به عنوان تک آهنگ منتشر شدند. موزیک ویدیوی ساخت استرالیا برای آهنگ Lay Down My Life For You منتشر شد. همچنین در سال ۲۰۰۳، ترمپ آلبوم زندهٔ دو دیسکی Rock 'N' Roll Alive را منتشر کرد که شامل اجرای نسخه‌های زندهٔ آهنگ‌های وایت لاین، فریک آو نیچر و آلبوم‌های انفرادی او بود.
در سال ۲۰۰۴، ترمپ آلبوم انفرادی خود Songs I Left Behind را منتشر کرد.

## وایت لاین جدید و مسائل حقوقی
در سال ۱۹۹۹، پس از شروع کار انفرادی خود، مایک ترمپ، همراه با تمام نوازندگان جدید، یادبود وایت لاین را نیز منتشر کرد، که نسخه‌های جدیدی از برخی از آهنگ‌های کلاسیک وایت لاین را به نمایش گذاشت و نبردی طولانی را برای بازسازی وایت لاین آغاز کرد.
در سال ۲۰۰۰، شتاب برای وایت لاین جدید با انتشار دومین آلبوم برتر با نام White Lion Hits ادامه یافت و پس از آن یک مجموعهٔ به‌روز شده وایت لاین با عنوان The Essential White Lion منتشر شد.
در اکتبر ۲۰۰۳، ترمپ بدون تأیید اینکه چه کسی در ترکیب خواهد بود، یک اتحاد مجدد وایت لاین را اعلام کرد. بعداً ترمپ گفت که ویتو براتا نمی‌خواهد کاری با اتحاد مجدد داشته باشد. در حالی که فستیوال‌های تابستانی در اروپا از قبل رزرو شده بودند، ترمپ تلاش کرد یک «وایت لاین جدید» را با اعضای سابق، جیمز لومنزو و جیمی دی‌گراسو، همراه با وارن دی‌مارتینی از گروه رت جمع کند. ویتو براتا با ادعای مالکیت جزئی نام گروه شکایت کرد و تور لغو شد. ترمپ بعداً اظهار داشت که علیرغم تمایل او، «هیچ وقت یک تجدید دیدار اصلی وایت لاین وجود نخواهد داشت».
در سال ۲۰۰۴ به دلیل مشکلات حقوقی، آلبوم یادبود وایت لاین با عنوان جدید Last Roar با نام گروه وایت لاین ترمپ دوباره منتشر شد.
در اواخر سال ۲۰۰۴، مایک ترمپ گروه دیگری از نوازندگان ناشناس را سازماندهی کرد و با وایت لاین جدید تحت عنوان وایت لاین ترمپ (به انگلیسی: TWL) ادامه داد. علیرغم تمام مشکلات، وایت لاین ترمپ (معروف به وایت لاین ۲) آهنگ‌های وایت لاین را پخش و دوباره ضبط کرد، یک کلکسیون جعبه‌ای با عنوان The Bootleg Series در سال ۲۰۰۴ و یک سی دی دوگانه با عنوان Rocking the USA در سال ۲۰۰۵ به تور و انتشار داد.
گروه در اواخر سال ۲۰۰۵ کنسرت‌های متعددی را لغو کرد، زیرا همکاران ترمپ به دلیل تهدید احتمالی پیگرد قانونی کنار کشیدند و تا پایان سال ترمپ تقریباً به‌طور کامل از وایت لاین منصرف شد، اما شش ماه بعد تصمیم گرفت که به رزرو کردن ادامه دهد. یک تور اروپایی برای نوامبر و دسامبر ۲۰۰۶. وایت لاین ترمپ در چندین تاریخ در اروپا از جمله سوئد، نروژ، اسپانیا، ایتالیا، یونان، ترکیه، آلمان، هلند، بلژیک و دانمارک اجرا کرد.
در سال ۲۰۰۵، یک دی‌وی‌دی گلچین کنسرت منتشر شد و پس از آن آلبوم گلچین ۱۹۸۹-۱۹۸۳ در سال ۲۰۰۶ منتشر شد که در آن آهنگ‌های هرگز منتشر نشده و نسخه‌های نمایشی آهنگ‌های کلاسیک وایت لاین از آلبوم‌های قبلی بود.
در ۱۶ فوریه ۲۰۰۷، ویتو براتا در برنامهٔ رادیویی ادی ترانک در نیویورک ظاهر شد و اظهار داشت که علیرغم گفته‌های مایک ترمپ، او هرگز از دیدار مجدد وایت لاین خودداری نکرده است و تنها دلیلی که نتوانسته در آن شرکت کند به دلیل بیماری پدرش بوده، او افزود که همچنان به روی این ایده باز خواهد بود و در را برای بازگشت دوباره به صنعت موسیقی نبسته است. ترانک تصریح کرد که مشارکت براتا در نمایش چیزی بود که او از زمانی که وایت لاین برای اولین بار در سال ۱۹۹۱ جدا شد، می‌خواست اتفاق بیفتد. براتا نزدیک به سه ساعت در تماس قرار گرفت و به سوالات طرفداران پاسخ داد. در ۶ و ۷ آوریل ۲۰۰۷، در نمایشگاه L'Amours Reunion در نیویورک، براتا اولین حضور عمومی موسیقی خود را در بیش از ۱۵ سال انجام داد.
سه هفته بعد، مایک ترمپ با همان برنامه از استرالیا تماس گرفت و در مورد براتا و آلبوم جدید گروه، از جمله تاریخ‌های تور که اخیراً وایت لاین ترمپ تأیید کرده بود، صحبت کرد. ترمپ گفت که از اینکه براتا بالاخره به سوالات طرفداران پاسخ داد، سپاسگزارم، همان سوالاتی که از خود او بارها در ۱۵ سال گذشته پرسیده شده است.

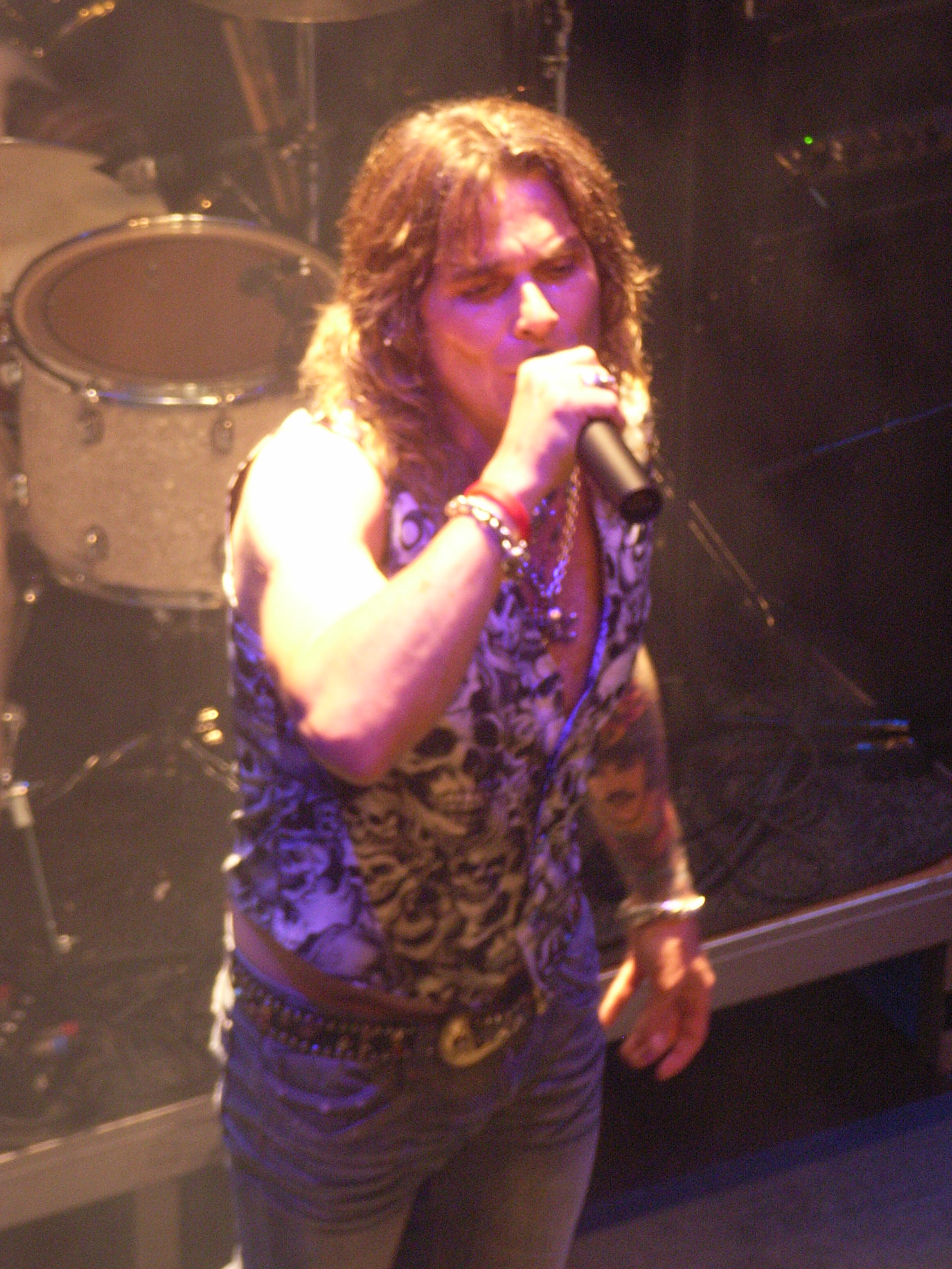
مایک ترمپ در ژوئن ۲۰۰۸

## آلبوم بازگشت غرور
مجموعه‌ای از وایت لاین The Definitive Rock Collection در سال ۲۰۰۷ منتشر شد و گروه برای یک تور تابستانی با پویزن و رت آماده شد. تور تنها پس از تهدید ویتو براتا، گیتاریست سابق وایت لاین، توسط اسپانسر تور کنار گذاشته شد.
در پاسخ به شایعات پیرامون تور تابستانی وایت لاین و پویزن/رت، ترمپ بیانیه‌ای صادر کرد که در آن توضیح داد که تصمیم برگزارکنندگان تور Live Nation بر اساس هیچ بحثی در مورد اینکه آیا مایک ترمپ حق قانونی اجرای به عنوان وایت لاین را دارد یا خیر، نیست. تصمیم Live Nation بر اساس شکایت تهدید شده توسط ویتو براتا بود. اگرچه Live Nation معتقد بود که شکایت براتا بیهوده است و تأیید کرده بود که مایک ترمپ حق قانونی اجرای نقش وایت لاین را دارد، آنها نمی‌خواستند «یک دلار» را برای دعوا خرج کنند. در مواجهه با لغو توری که قرار بود ظرف چند هفته آغاز شود، وکلای گروه با ویتو براتا معامله کردند تا از شکایت تهدید شده او صرفنظر کنند. با این حال، حتی با از بین رفتن تهدید دعوا، Live Nation وایت لاین را از تور بازگرداند. ترمپ که از این تصمیم بسیار ناراحت شده بود، از طرفداران زیادی که در سراسر ایالات متحده که از تصمیم Live Nation نیز ناامید شده بودند، قدردانی کرد.
علیرغم تهدید به اقدام قانونی و حذف گروه از تور پویزن/رت، وایت لاین همچنان در تور خود ادامه داد و بسیاری از نمایش‌های سرنخ خود را در ایالات متحده که بین نمایش‌های پویزن برنامه‌ریزی شده بودند، از جمله جشنوارهٔ Rocklahoma با گروه‌های پویزن، رت، کوایت رایت، Slaughter , Y&T Gypsy Pistoleros , Dirty Penny , Greg Leon Invasion و Zendozer را برآورده کرد.
آلبوم جدید استودیویی با عنوان بازگشت غرور در ۱۴ مارس ۲۰۰۸ منتشر شد و گروه اکنون بار دیگر به سادگی با نام وایت لاین شناخته می‌شود. گروه یک تور جهانی برای حمایت از آلبوم انجام داد. وایت لاین به هند سفر کرد و با ۴۲۰۰۰ نفر در شیلونگ، مگالایا و ۳۰۰۰۰ تماشاگر در ورزشگاه دیماپور در ناگالند اجرا کرد. گروه توسط رئیس خانوادهٔ سلطنتی تریپورا، مهاراجه Kirit Pradyot Deb Burman به هند دعوت شد. این آلبوم شامل تک‌آهنگ‌های «رؤیا» و «زندگیت را زندگی کن» است.
یک دی وی دی زنده در ۵ دسامبر ۲۰۰۸ با عنوان Bang Your Head Festival 2005 منتشر شد.

## وایت لاین: فعالیت‌های نهایی
پس از انتشار آلبوم بازگشت غرور، ترمپ با زمان پرفراز و نشیبی از بلاتکلیفی حرفه‌ای مواجه شد، زیرا سعی می‌کرد بین ادامه کار انفرادی خود یا ریختن انرژی خود به وایت لاین تصمیم بگیرد.
با توقف دوبارهٔ وایت لاین، ترمپ به حرفهٔ انفرادی خود ادامه داد و در سال ۲۰۱۳ در چندین مصاحبه اعلام کرد که دیگر وایت لاین از هر نوع، از جمله وایت لاین جدید یا هر گونه دیدار مجدد احتمالی وجود نخواهد داشت. در سال ۲۰۱۴، ترمپ بار دیگر تأیید کرد که دیگر وایت لاین وجود نخواهد داشت.

## اعضای گروه

### اعضای سابق
- مایک ترمپ – خوانندهٔ اصلی، گیتار ریتم (۱۹۹۲ – ۱۹۸۳، ۲۰۰۹ – ۱۹۹۹)
- ویتو براتا – گیتار لید، همخوان (۱۹۹۲ – ۱۹۸۳)
- نیکی کاپوزی – درام (۱۹۸۴ – ۱۹۸۳)
- فلیکس رابینسون - گیتار بیس (۱۹۸۴ – ۱۹۸۳)
- جو هاسلواندر – درام (۱۹۸۳)
- برونو راول – بیس (۱۹۸۴)
- دیو اسپیتز – بیس (۱۹۸۵)
- جیمز لومنزو – بیس، همخوان (۱۹۹۱ – ۱۹۸۵)
- گرگ دی آنجلو – درام (۱۹۹۱ – ۱۹۸۵)
- جیمی دی‌گراسو – درامز (۱۹۹۲ – ۱۹۹۱)
- تامی تی–بون کارادونا – بیس (۱۹۹۲ – ۱۹۹۱)
- کسپر دامگارد – گیتار لید (۲۰۰۳ – ۱۹۹۹)
- نیلز کرویر – بیس (۲۰۰۳ – ۱۹۹۹)
- بیارن تی. هولم – درام (۲۰۰۳ – ۱۹۹۹)
- دن همر – کیبورد (۲۰۰۳ – ۱۹۹۹)
- جیمی لا – گیتار لید (۲۰۰۹ – ۲۰۰۴)
- تروی پاتریک فارل – درامز (۲۰۰۹ – ۲۰۰۴)
- کلاوس لانگسکوف – بیس (۲۰۰۹ – ۲۰۰۴)
- هنینگ وانر – کیبورد (۲۰۰۹ – ۲۰۰۴)

## معضلات اجتماعی
وایت لاین آهنگ‌هایی گاه به گاه را ضبط کرد که به موضوعات اجتماعی یا سیاسی مانند آپارتاید («فریاد برای آزادی»)، جنگ در السالوادور («السالوادور») و تأثیر طلاق بر کودکان («خانهٔ شکسته») می‌پرداخت. آهنگ «جنگجوی کوچولو» در مورد رینبو واریر بود، کشتی متعلق به گروه محیط زیست صلح سبز که توسط دولت فرانسه منهدم شد.

## دیسکوگرافی
| سال  | عنوان                  | ناشر              |
| ---- | ---------------------- | ----------------- |
| ۱۹۸۵ | مبارزه برای زنده ماندن | اسایلم رکوردز     |
| ۱۹۸۷ | غرور                   | آتلانتیک رکوردز   |
| ۱۹۸۹ | بازی بزرگ              | آتلانتیک رکوردز   |
| ۱۹۹۱ | جاذبۀ یال              | آتلانتیک رکوردز   |
| ۲۰۰۸ | بازگشت غرور            | Frontiers Records |